# Lepus othus
La liebre de Alaska (Lepus othus) es una especie de liebre de la familia Leporidae que vive en Rusia y en los Estados Unidos.

## Descripción
La liebre de Alaska es una de las especies de liebres más grandes. La liebre de Alaska a veces se conoce como liebre de tundra.  Son una de las dos especies de liebres nativas del estado de Alaska en los Estados Unidos, siendo la otra la liebre americana más común. Los adultos masculinos y femeninos normalmente miden entre 50 y 70 centímetros (20 a 28 pulgadas) de largo, y la cola mide hasta 8 centímetros (3,1 pulgadas) adicionales. Sus patas traseras miden 20 centímetros (7,9 pulgadas) de largo, lo que se cree que les permite moverse fácilmente en condiciones de nieve. Se ha informado que también utilizan sus pies para defenderse de los depredadores. Esta especie pesa de 2,9 a 7,2 kg (6,4 a 15,9 lb), con un promedio de 4,8 kg (11 lb), por lo que es uno de los lagomorfos más grandes, junto con la liebre europea, la liebre ártica y la liebre del desierto de tamaño similar.  Las orejas de la liebre de Alaska son bastante cortas en comparación con la mayoría. Han desarrollado orejas más cortas que la mayoría de las liebres para conservar el calor durante los meses de invierno. Las orejas de liebre desempeñan un papel importante en la termorregulación y, como las orejas de la liebre de Alaska son pequeñas, evita la pérdida de calor en climas fríos. En verano, las liebres de Alaska tienen un pelaje marrón con partes inferiores blancas. En invierno, tienen un abrigo de piel blanco con orejas con puntas negras.  También se despojan de su abrigo de verano de color marrón grisáceo y se vuelven completamente blancos durante el invierno. 
La liebre de Alaska es mayoritariamente solitaria y normalmente sólo se congrega en grupos durante la temporada de apareamiento en abril y mayo.  Normalmente tendrán una camada por año de entre cuatro y ocho lebratos, y las crías nacerán durante junio y julio. Los lebratos están activos poco después del nacimiento y nacen con pelaje completo y ojos abiertos.  Las liebres también pueden ser portadoras de tularemia, que es una enfermedad bacteriana que puede transmitirse a las mascotas y a los humanos. Puede causar heridas infecciosas, inflamación de los ganglios linfáticos y fiebre o síntomas parecidos a los de la gripe. 

## Taxonomía
Los parientes más cercanos de la liebre de Alaska son la liebre ártica (Lepus arcticus), del norte de Canadá y Groenlandia, y la liebre de montaña (Lepus timidus), del norte de Eurasia, de la cual la liebre de Alaska está geográficamente aislada.

## Hábitat y dieta
No viven en madrigueras, sino que anidan en sitios abiertos. Se encuentran más comúnmente en la tundra de tierras altas o en áreas rocosas o con matorrales que brindan camuflaje y protección contra los depredadores. Su área de distribución incluye el oeste y suroeste de Alaska, incluida la península de Alaska. Son herbívoros, comen una variedad de follaje y frutas, y buscan alimento principalmente al amanecer y al anochecer. Las liebres de Alaska también se alimentan de plantas verdes en verano y de cortezas y ramitas en invierno. Los depredadores incluyen zorros, osos polares, glotones, comadrejas y aves rapaces. Los humanos los capturan de manera oportunista como alimento o por su pelaje. Su piel puede usarse y se usa para forrar zapatos y batas en Alaska.
- Datos: Q856653
- Multimedia: Lepus othus / Q856653
- Especies: Lepus othus